# Sculpsit

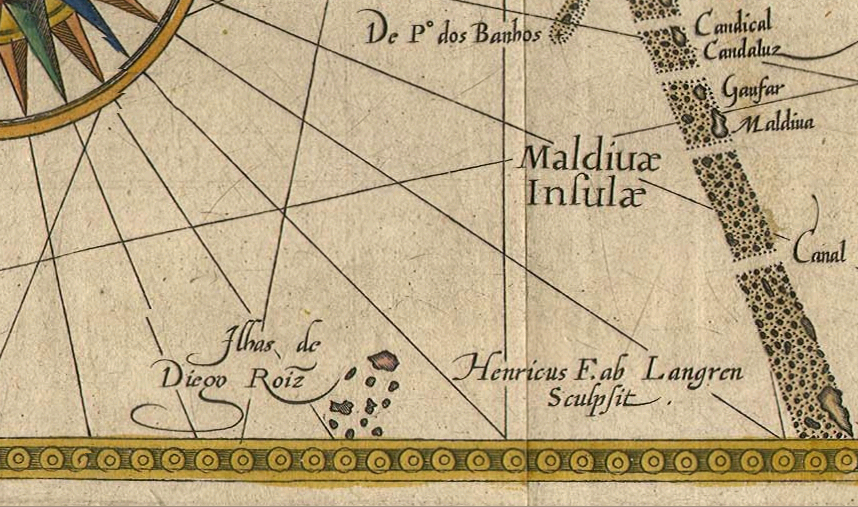
Sculpsit na mapie, 1596

Sculpsit, sculp., sc. (łac. wyrzeźbił, wyrytował) – formułka (wyrażenie lub skrót) stawiana czasami przez rytowników (autorów sztychów) i rzeźbiarzy w sygnaturze dzieła, obok własnego nazwiska.
W grafice reprodukcyjnej obok sculp. lub sc. funkcjonował też skrót inc. – incidit (łac. wyrył), zaś na oznaczenie malarza dzieła, według którego wykonano sztych używano skrótu pinx. – pinxit (łac. namalował) lub inv. – invenit (łac. zaprojektował, skomponował), a rysownika del. – delineavit (łac. narysował).
Często oddzielona jest również funkcja rytownika i rysownika, i np. w projektach znaczków pocztowych pojawiają się formy sculpsit (sculp.) i delineavit (del.) z różnymi nazwiskami.